# Yoga Fire
Yoga Fire é uma banda norueguesa de rock.

## Membros
- Esben Selvig (vocais)
- Jonas Forsang Moksnes (guitarra)
- Aslak Hartberg (baixo)
- Sveinung Eide (teclado)
- Thomas Emil Jakobsen (bateria)